# Richmond K. Turner
Pour les articles homonymes, voir Turner.
Richmond Kelly Turner, né le 27 mai 1885 à Portland en Oregon et mort le 12 février 1961 à Monterey en Californie, a été un amiral de l'United States Navy pendant la Seconde Guerre mondiale. Il a été le cinquième et dernier des officiers généraux de l'U.S. Navy à être nommé amiral pendant la Guerre du Pacifique, après Chester Nimitz, William Halsey, Raymond Spruance, et Thomas C. Kinkaid. Commandant des Forces Amphibies dans la Zone du Pacifique Sud notamment à la bataille de l'île de Savo, à la bataille de Guadalcanal, et lors de la campagne des îles Salomon, puis des Forces Amphibies du Pacifique central en 1943-1944, dirigeant les opérations amphibies lors des débarquements dans les archipels du Pacifique central, et enfin des Forces Amphibies de la Flotte du Pacifique, en 1945, il a participé à ce titre, à la préparation des plans de l'invasion du Japon (Opération Downfall). Toutefois, ceux-ci ne furent jamais mis en œuvre à la suite des bombardements atomiques d'Hiroshima et Nagasaki.

## Carrière
Il a passé une grande part de son enfance à Stockton (Californie) et a été diplômé de la Stockton High School, en 1904, Entré à l'Académie navale d'Annapolis, en 1905, il en sort diplômé en 1908, classé 5e sur 201 midships.

### Avant la Seconde guerre mondiale
Il est affecté au croiseur protégé USS Milwaukee (C-21), au remorqueur USS Active, au destroyer USS Preble (DD-12),. Puis il rejoint le croiseur cuirassé USS West Virginia (ACR-5) sur lequel il a navigué de 1909 à 1913 dans le Pacifique (Nouvelle-Guinée, îles de l'Amirauté, Japon, Hawaii). Il a été promu ensign en 1910, puis lieutenant (junior grade) en 1913. Il a alors exercé brièvement le commandement du destroyer USS Stewart (DD-13),,.
Richmond Kelly Turner a reçu, de 1913 à 1916, une formation de perfectionnement (en anglais : postgraduate instruction) sur les munitions et les moteurs à l'Académie Navale, interrompue par une affectation sur la canonnière USS Marietta (PG-15) dont il a commandé le détachement de débarquement qui a participé à une démonstration de l'U.S. Navy, à Saint-Domingue en août 1914.
Il a ensuite été affecté aux cuirassés Pennsylvania, Michigan and Mississippi de 1916 à 1919. De 1919 à 1922, promu lieutenant commander Turner a été officier chargé des munitions à la Fabrique de Canons de Marine (en) de l'arsenal de Washington. Il a été officier directeur de tir sur le cuirassé California, officier directeur de tir de la Flotte à l'état-major du Commandant de la Flotte de reconnaissance puis commandant du destroyer USS Mervine (DD-322). Il a été promu commander en 1925. Après deux ans au Bureau of Ordnance, il décida de s'orienter vers l'Aéronautique Navale, et obtint, en 1927, à la Naval Air Station Pensacola, la qualification d'aviateur naval, en même temps qu'Ernest King.
L'année suivante, il a été nommé commandant du bâtiment de soutien d'hydravions USS Jason et Commandant des Escadrilles d'Avions de la Flotte d'Asie (United States Asiatic Fleet). Il s'y montre intéressé par le renseignement et la préparation des plans de guerre, exigeant avec ses subordonnés autant qu'avec lui-même. Il rejoint, au milieu de 1929, le Bureau de l'Aéronautique, pour y prendre la direction de la Division des Plans, que libère le commander Towers, appelé à succéder au captain King, écarté de son poste d'adjoint au chef du BuAEr, à la suite d'un différend avec le contre-amiral Moffett. Il a dans cette position participé aux négociations, inabouties, qui ont eu lieu à Genève sur le désarmement, en particulier naval, sous l'égide de la Société des Nations, après la Conférence de Londres de 1930. En 1933-34, il a été le commandant-en-second de l'USS Saratoga et en 1934, le chef d'état-major du commandant de l'Aviation de la Force de Bataille. Il a suivi en 1935 le cursus de l'École de Guerre Navale (Naval War College). Promu captain, il a rejoint ensuite l'état-major de l'École de Guerre Navale, comme chef de la section de Stratégie. Pour des raisons liées aux conditions de la sélection pour le grade d'amiral, il demande à recevoir le commandement d'un bâtiment de ligne, et se voit attribuer en 1938 celui du croiseur lourd USS Astoria, avec lequel il effectue, en 1939, une mission au Japon qui a une connotation diplomatique,. Fin 1940, Richmond K. Turner a été nommé à la tête de la Division des Plans de Guerre, auprès du Chef des Opérations Navales, l'amiral Stark et promu contre-amiral, début 1941 ,.
Le contre-amiral Turner fait alors partie d'un comité mixte Armée-Marine de planification, qui contribue à l'établissement de ce qui sera connu sous le nom de Plan Dog . Dans cette année 1941, dans l'Atlantique les États-Unis soutiennent le Royaume-Uni, sans entrer en guerre contre l'Allemagne, et dans le Pacifique, ils essaient de freiner l'expansionnisme du Japon, sans l'acculer à la guerre. Le contre-amiral Turner a alors noué des contacts avec l'ambassadeur japonais à Washington, l'ancien amiral Nomura, qui s'est longtemps efforcé d'éviter l'affrontement avec les États-Unis et il a été l'un des deux membres de l'état-major de l'amiral Stark à l'accompagner lors de la Conférence de l'Atlantique. Il participe à l'élaboration des projets de plan de guerre qui ont varié en fonction de l'évolution de la guerre en Europe ou des intentions prêtées au Japon, tel que le Plan Rainbow Five. Mais le contre-amiral Turner était jaloux de ses prérogatives et il s'est opposé à l'Office du Renseignement de la Marine, sur la question de savoir qui a mission de communiquer les informations au commandant-en-chef de la Flotte du Pacifique. Il obtient que satisfaction soit donnée à la Division des Plans de Guerre, mais cela lui a valu de voir sa responsabilité mise en cause dans l'insuffisance des alertes prodiguées à l'amiral Kimmel avant l'attaque de Pearl Harbor.

### Pendant la guerre du Pacifique
Il est nommé assistant du chef d'état-major de l'amiral King lorsque celui-ci succède à l'amiral Stark, au début de 1942. Il est donc impliqué dans la préparation des premières opérations de riposte de l'U.S. Navy, et notamment d'une mise en œuvre d'une riposte à la menace japonaise sur la liaison Hawaii-Australie, mais son caractère malcommode (sa propension à hausser le ton l'a fait surnommer “Turner le Terrible”) provoque une demande du général Marshall pour qu'il soit remplacé au sein de l'état-major conjoint Armée-Marine de planification. L'amiral King se résout finalement à demander à l'amiral Nimitz de le prendre comme commandant des Forces Amphibies de la Zone du Pacifique Sud, alors que se prépare le débarquement à Guadalcanal (Opération Watchtower).

#### Commandant des Forces Amphibies de la Zone du Pacifique Sud

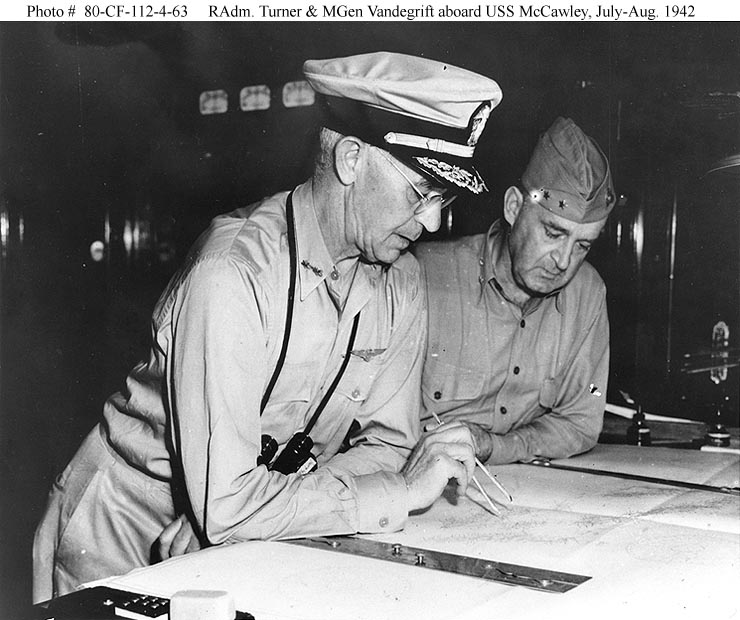
Le contre-amiral Turner et le major général Vandegrift, pendant la préparation de l'opération Watchtower pendant l'été 1942

Dès la préparation de l'opération, fin juin, le contre-amiral Turner, qui s'entend bien avec le commandant des marines, le major général Vandegrift, n'est pas d'accord avec le vice-amiral Fletcher sur la couverture du débarquement par l'aviation embarquée. Après la bataille de l'île de Savo, il a fait reproche à Fletcher d'avoir précipitamment retiré les porte-avions et au contre-amiral McCain de ne pas avoir diligenté de reconnaissances aériennes.
Le contre-amiral Turner est en première ligne pour mener les opérations de renforcement des forces américaines pendant la campagne de Guadalcanal, mais la situation des marines est restée difficile, sur le plan du soutien logistique, jusqu'à la mi-novembre, moment où la principale base de ravitaillement de la Flotte dans le Pacifique Sud a été transférée d'Auckland à Nouméa, à l'instigation du vice-amiral Halsey, dans les jours qui ont suivi sa nomination à la tête de la Zone du Pacifique Sud .

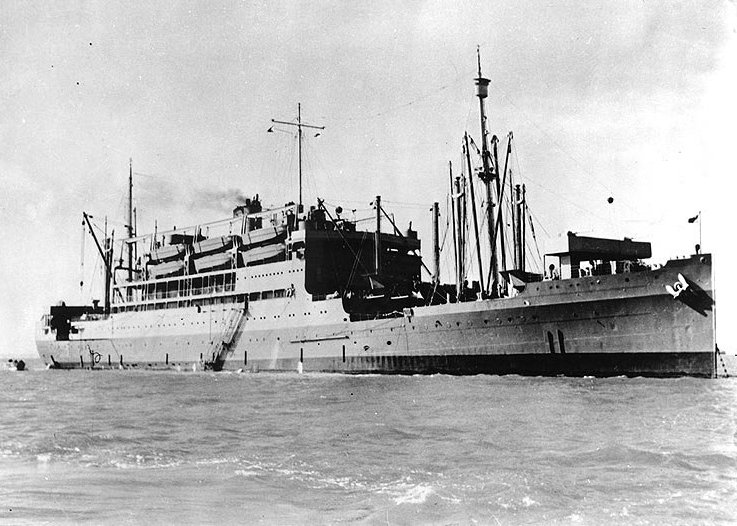
Le transport d'attaque USS McCawley, navire amiral de l'amiral Turner dans le Pacifique Sud a été coulé par l'aviation japonaise lors de l'attaque de la Nouvelle-Géorgie, fin juin 1943

Les Forces Amphibies de la Zone du Pacifique Sud vont sous le commandement du contre-amiral Turner procéder, sans opposition, à l'occupation des îles Russel (Opération Cleanslate), moins de quinze jours après l'évacuation complète de Guadalcanal par les Japonais, à la fin février 1943. Le contre-amiral Turner a ensuite préparé le débarquement en Nouvelle-Géorgie qui constituait alors la première ligne de défense japonaise dans les Salomon. Le débarquement a eu lieu le 21 juin. Le 30 juin, l'USS McCawley, navire amiral du contre-amiral Turner, a été coulé par l'aviation japonaise, devant l'île Rendova, contraignant l'amiral à transférer sa marque sur un destroyer.
Courant juillet, le contre-amiral Turner est remplacé à la tête des Forces Amphibies de la Zone du Pacifique Sud par le contre-amiral Wilkinson, qui était l'adjoint de l'amiral Halsey.

#### Commandant des Forces Amphibies du Pacifique Central
Le vice-amiral Spruance qui venait d'être nommé commandant des Forces navales du Pacifique central, avait pu apprécier le contre-amiral Turner et le major général des marines Holland Smith. Il a obtenu qu'ils fussent respectivement nommés, le premier Commandant des Forces Amphibies du Pacifique central, et le second, commandant du Ve Corps Amphibie (V. AC). Les deux hommes avaient également mauvais caractère, mais Spruance pensait à juste raison que son entremise permettrait de surmonter cette difficulté.

##### À l'attaque des îles Gilbert
Le principe de la première opération dans le Pacifique central, la reconquête de la colonie britannique des îles Gilbert, avait été arrêté en juin 1943, comme le préalable à l'attaque des îles Marshall. Elle a été programmée comme l'opération Galvanic pour le mois de novembre, après le débarquement prévu sur l'île de Bougainville, avec des moyens très supérieurs à ceux de l'Opération Watchtower (191 bâtiments au lieu de 78, dont treize cuirassés au lieu d'un, douze porte-avions au lieu de trois, pour débarquer 39 000 hommes au lieu de 19 000), et utilisant de nouveaux matériels de débarquement
. Exerçant personnellement le commandement de la Task Force 54, la Force d'assaut, le contre-amiral Turner a conduit l'attaque contre l'atoll de Makin, où le plus grand nombre des pertes a résulté du torpillage du porte-avions d'escorte USS Liscome Bay. Le major général (USMC) Holland Smith, pour sa part, s'y est attiré de solides inimitiés auprès des officiers de l'Armée en s'efforçant d'instiller plus de pugnacité au sein de la 27e Division de la Garde Nationale. Mais c'est à l'attaque de l'atoll de Tarawa que la situation a été particulièrement difficile pour les Américains et leurs pertes considérables.

##### À l'attaque des îles Marshall

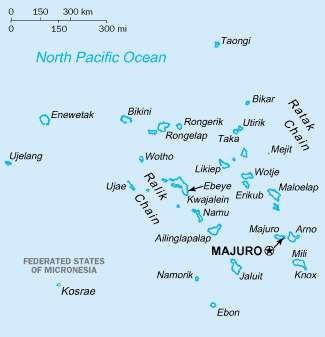
Carte des îles Marshall

Dès juillet 1943, l'amiral King avait fixé le 1er janvier 1944 pour l'attaque des îles Marshall, une possession allemande, placée en 1920 sous mandat de la Société des Nations, au bénéfice du Japon qui en avait fait sa première ligne de défense dans le Pacifique central. Au début décembre, soit quelques jours après le débarquement sur les îles Gilbert, l'amiral Nimitz a précisé les objectifs de l'opération baptisée “Flintlock”, soit un mouillage avancé pour la Flotte et deux bases aériennes, à choisir entre les atolls de Kwajalein, Wotje et Maloelap, voire Mili et Jaluit qu'ont proposé d'ajouter le contre-amiral Turner et le major général Smith. Le vice-amiral Spruance, le contre-amiral Turner et le major général Smith ont réussi à convaincre l'amiral Nimitz que l'attaque de trois atolls était trop ambitieuse, et ils ont proposé de se limiter à Wotje et Maloelap. Mais l'amiral Nimitz soutenu par les contre-amiraux McMorris, son chef d'état-major, et Forrest Sherman, responsable des Plans de Guerre, a imposé l'attaque en premier de Kwajalein.

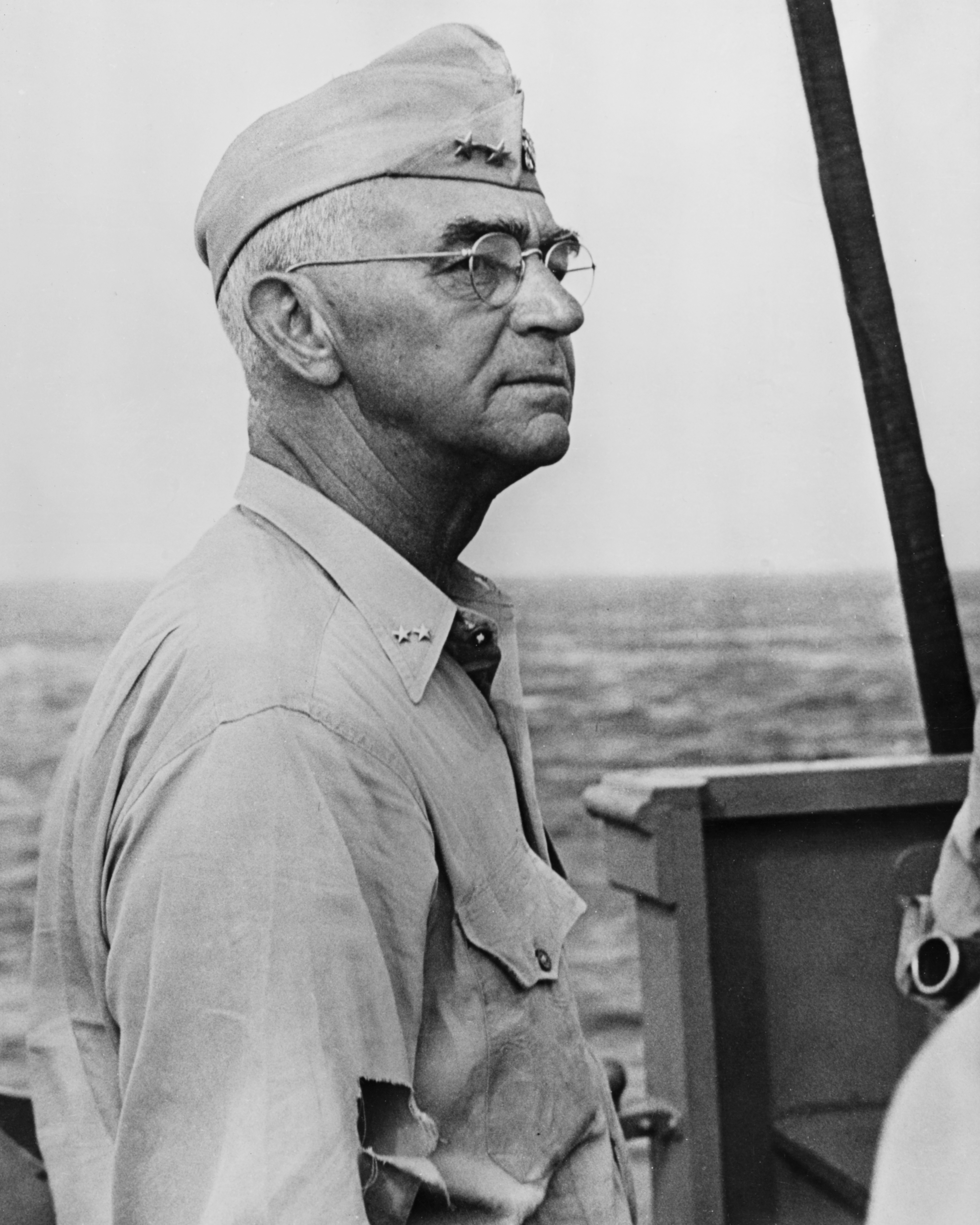
Le contre-amiral Turner en février 1944, devant Kwajalein

Les leçons des erreurs commises à l'attaque de Tarawa ont été tirées au cours des sept semaines de préparation de l'attaque des îles Marshall, qu'il s'agisse de la collecte des informations concernant la hauteur des marées sur les plages de débarquement, du contrôle de l'efficacité des bombardements préparatoires, du commandement des opérations de déchargement, de la disponibilité et de l'armement des LVT, de l'appui-feu rapproché.
Les bombardements aériens sur les terrains d'aviation japonais des îles Marshall ont commencé en décembre avec les bombardiers des United States Army Air Forces, basés sur les îles Gilbert et sur l'île Baker. Puis en janvier, c'est l'aviation embarquée sur les porte-avions rapides qui est intervenue sous le commandement du contre-amiral Mitscher, qui avait relevé le contre-amiral Pownall, taxé de manque d'agressivité dans les bombardements préparatoires à l'attaque des îles Gilbert. Les bombardements côtiers par les cuirassés modernes, dont pour la première fois les cuirassés USS Iowa et New Jersey et un groupe de trois croiseurs lourds dit “de neutralisation”, ont été minutieusement réglés.
Le débarquement a commencé le 31 janvier 1944, le contre-amiral Turner étant à la tête de la Task Force 51 (la Force Expéditionnaire Inter Armées), et directement de la Force d'Attaque Sud (TF 52). Les îlots proches des îles de Kwajalein au sud et Roi-Namur au nord ont été rapidement occupés et l'artillerie du Corps des Marines, aussitôt débarquée, a appuyé l'attaque des deux îles principales de l'atoll, qui ont été considérées comme sûres le 5 février. Il s'est avéré que l'atoll de Kwajalein, au centre de l'archipel des Marshall, avait été moins fortifié que les positions périphériques de Wotje, Maloelap, Mili ou Jaluit.

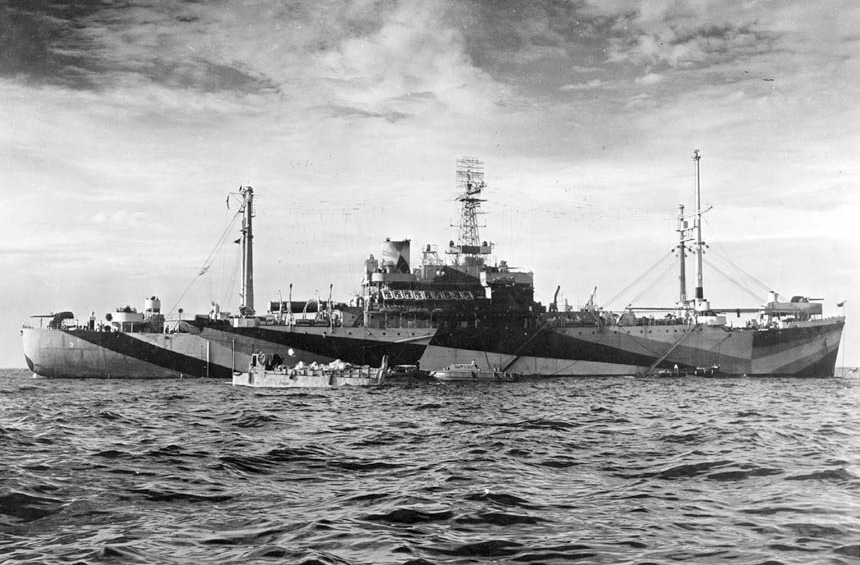
Le navire de commandement USS Rocky Mount a été le navire amiral de l'amiral Turner, à l'attaque des îles Marshall. et des îles Mariannes

Une part importante de la Ve Flotte a quitté très vite les eaux des îles Marshall pour aller opérer dans le Pacifique Sud et mener un raid aérien sur l'île de Truk, le 18 février. Mais auparavant, à l'instigation du contre-amiral Turner, les Forces Amphibies ont mené une attaque, le 17 février sur l'atoll d'Eniwetok (opération Catchpole), dans les Marshall occidentales, dont la conquête a été achevée le 23. Une base de soutien avancé de la Flotte y aura alors été installée.
Le résultat a été jugé comme très satisfaisant par l'amiral Nimitz, et courant mars le contre-amiral Turner a été promu vice-amiral et le major-général Holland Smith, lieutenant-général.

##### À l'attaque des îles Mariannes
Dès la conférence interalliée du Caire, à la fin novembre 1943, les îles Mariannes ont été désignées comme l'objectif majeur de l'offensive américaine dans le Pacifique, après l'occupation des îles Marshall, en ce qu'elles devaient fournir les bases aériennes de l'offensive de bombardements aériens stratégiques que devaient mener les bombardiers lourds Boeing B-29 contre le Japon. Ce choix n'enthousiasmait pas nombre de responsables de l'U.S. Navy, car les mouillages des îles Mariannes du sud n'étaient pas très bons, ni le général MacArthur, qui aurait préféré une attaque plus au sud sur les îles Carolines, pour couvrir son offensive le long de la côte nord de la Nouvelle-Guinée. Mais l'occupation des îles Marshall, le repli de la Flotte Combinée japonaise vers l'ouest après le raid sur Truk et l'occupation d'Eniwetok en février ont conduit l'amiral Nimitz à proposer de “sauter” l'attaque de Truk, et d'avancer l'attaque des îles Mariannes à la mi-mai 1944, au lieu d'octobre-novembre, tel qu'initialement prévu. Le général Mac Arthur a réitéré ses objections, mais l'amiral King était convaincu que l'offensive dans le Pacifique central suivant un axe Luçon-Formose-Chine était prioritaire par rapport à l'offensive en Nouvelle-Guinée puis vers les Philippines, et qu'agir différemment eut été absurde.
L'attaque de Saipan, de Tinian et de Guam posait des problèmes plus ardus que celles des îles Gilbert ou des îles Marshall, car il ne s'agissait pas d'atolls, mais d'îles escarpées d'une superficie beaucoup plus grande, avec des plages étroites dominées par des falaises. Des terrains d'aviation (deux à Saïpan et autant à Tinian, trois à Guam, une piste à Rota) y avaient été aménagés. Conscients de la menace américaine, mais ignorant si le prochain objectif américain serait les Mariannes ou les Carolines, le Haut État-Major de la Marine impériale japonaise avait détaché de la 4e Flotte de la Zone des Mers du Sud un nouveau commandement-en-chef, celui de la Flotte de la Zone du Pacifique Central, créé début mars 1943, incluant les îles Mariannes, les Palaos dans les Carolines occidentales et les îles Bonin dont fait partie Iwo Jima, et confié au vice-amiral Nagumo, dont le Q.G. se trouvait à Saipan. D'importants convois de troupes en renforts ont été envoyés vers les Mariannes mais ont eu à souffrir des attaques des sous-marins américains. Des projets de fortifications ont été élaborés mais qui ont été loin d'être tous réalisés. Surtout la tactique de défense japonaise, c'est-à-dire la défense “sur les plages”, n'a pas été modifiée.
Au sein de la Ve Flotte, le vice-amiral Turner a exercé le commandement de la TF 51 (Force Expéditionnaire Interarmées) et au sein de celle-ci, de la TF 52 (Force d'Attaque nord). Le rassemblement des forces de l'opération Forager, plus importantes, cette fois encore, que celle de l'opération Flintlock précédente, avec 535 navires au lieu de 278, dont 177 navires de débarquement au lieu de 63, a vu le IIIe Corps Amphibie du contre-amiral Wilkinson, qui opérait dans la Zone du Pacifique Sud, rattaché aux Forces Amphibies de la Ve Flotte.
Les forces amphibies sont parties, fin mai pour celles qui se trouvaient à Pearl Harbor (2e et 4e Divisions de marines et 27e Division d'Infanterie de l'Armée), et début juin de Guadalcanal et des îles Russell pour le reste (3e Division et 1re Brigade provisoire de marines). La Task Force 58 qui assurait la couverture éloignée de l'opération a été repérée vers le 5 juin au large de Majuro, par une reconnaissance aérienne à longue portée japonaise, mais sans que sa destination fût exactement déterminée. Comme les forces du général MacArthur avaient débarqué fin mai sur l'île de Biak, au large de l'extrémité nord-ouest de la Nouvelle-Guinée, une opération de renfort (opération Kon) a été décidée par l'amiral Toyoda, nouveau Commandant-en-Chef de la Flotte combinée. Les cuirassés géants Yamato et Musashi ont appareillé le 10 juin de Tawi-Tawi pour Batjan et la moitié des quelque 500 avions basés sur les îles Mariannes ont gagné Halmahera, dans les Moluques. Le lendemain, l'aviation embarquée sur la TF 58 a attaqué les aérodromes de Saipan, Tinian, Guam et Rota, détruisant 60 % des avions qui y étaient restés basés. Lorsque le 13, les cuirassés modernes du vice-amiral Lee ont bombardé Saipan et Tinian, l'amiral Toyoda, comprenant que les îles Mariannes étaient l'objectif d'un débarquement américain imminent, a annulé ses ordres précédents et donné l'ordre au vice-amiral Ozawa de se porter avec la 1re Flotte mobile au-devant des forces américaines . Le 14, l'aviation embarquée des TG 58.1 et 58.4, sous le commandement tactique du contre-amiral Clark sont allées bombarder les aérodromes d'Iwo Jima et de Chichi Jima, qui pouvaient servir d'escales pour des avions basés au Japon, tandis que les bombardements côtiers étaient effectués par les cuirassés anciens aux ordres du contre-amiral Oldendorf.

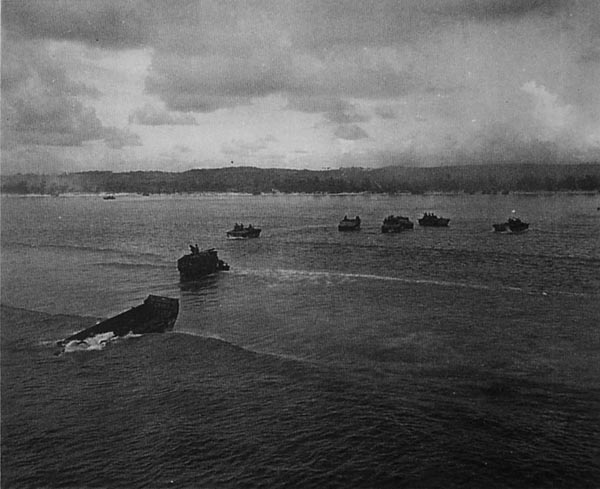
Barges de débarquement devant les plages de Saipan, le 15 juin 1944

Le débarquement sur Saipan a eu lieu le 15. Mais il y avait eu une sous-estimation des forces japonaises à Saipan, estimées à 17 000 combattants, alors qu'il y en avait plus de 25 000. La TF 52 (Force d'Attaque Nord) du vice-amiral Turner se trouvait avec 71 000 marines avoir un ratio de supériorité de l'ordre de 2,7 pour 1, au lieu de 4 pour 1 escompté. La progression américaine se trouva donc plus lente que prévu. De surcroît, l'approche de la 1re Flotte Mobile japonaise a conduit à un mouvement vers l'ouest de la force de couverture éloignée (la TF 58), de sorte que la décision a été prise de différer l'attaque de Guam prévue pour le 18 juin, jusqu'à ce que Saipan soit entièrement occupée.
Au cours de la bataille de la mer des Philippines, le 19 juin, l'amiral Spruance prit le parti d'une tactique défensive, destinée à assurer le soutien des forces qui avaient été mises à terre, avant de songer à détruire les forces navales japonaises. L'aviation embarquée japonaise y a été saignée à blanc, dans ce qui fut désigné comme le “grand tir aux dindons des Mariannes”. Les forces américaines ont avancé les jours suivants vers la partie nord, montagneuse, de l'île. Le lieutenant-général (USMC) Holland Smith, commandant des troupes à terre, a été de nouveau très critique à l'égard du major général Ralph C. Smith, commandant de la 27e Division de l'Armée et a obtenu qu'il soit relevé de son commandement le 25 juin, ce qui a provoqué une controverse "Smith contre Smith" entre les Marines et l'Armée
Le 4 juillet, Garapan, la ville principale de Saipan a été occupée. Le 7 juillet, pour ne pas être fait prisonnier, le vice-amiral Nagumo s'est suicidé. Le 8 juillet, c'est le vice-amiral Takagi, commandant-en-chef de la 6e Flotte, c'est-à-dire les sous-marins, qui a été tué. Le 9 juillet, les combats ont cessé à Saipan.
Le 21 juillet, les Américains ont débarqué sur Guam, et le 24 juillet, sur Tinian. Le vice-amiral Kakuta, commandant en chef de la 1re Flotte Aérienne, qui y avait son Quartier Général, disparait vers le 31 juillet et les combats ont cessé à Tinian le 1er août, et à Guam le 10 août.
L'occupation des îles Mariannes, qui a provoqué la chute du gouvernement du général Tōjō, a constitué l'enfoncement de la dernière ligne de défense éloignée du Japon.

##### À l'attaque d'Iwo Jima et d'Okinawa
Pour la suite de l'offensive selon l'axe Luçon-Formose-Chine, l'amiral King a proposé de “sauter” l'étape Luçon, ce qui s'est heurté à l'opposition résolue du général MacArthur. Mais surtout, alors que les moyens amphibies utilisés pour les débarquements en France (Normandie et Provence) pouvaient alors être réaffectés à la Flotte du Pacifique, une opération sur Formose, avec un débarquement sur la côte chinoise, par exemple à Amoy, supposait de disposer d'un nombre de divisions, qui paraissait incompatible avec la situation stratégique générale. L'accord se fit, au niveau de la réunion des Chefs d'État-Major, sous l'égide du Président Roosevelt, sur la poursuite de l'offensive de la Flotte du Pacifique sur les Palaos et les Mariannes occidentales (Yap et Ulithi) en septembre 1944, puis l'attaque du secteur Leyte-Surigao en décembre ensuite Luçon, en février 1945, par les forces du Général MacArthur, enfin Formose par la Flotte du Pacifique en février.
Dès le début des bombardements préparatoires sur Mindanao et les Visayas menés par l'aviation embarquée des forces navales du Pacifique central, alors désignées comme la IIIe Flotte, sous le commandement de l'amiral Halsey, la réaction de l'aviation japonaise apparut si faible que l'amiral Halsey a proposé d'annuler toutes les opérations préliminaires, pour passer tout de suite au débarquement sur Leyte. L'amiral Nimitz a souhaité maintenir l'attaque sur Peleliu et Angaur, dans les Palaos, en flanc-garde de l'attaque sur Leyte, et sur Ulithi, pour y installer une base de soutien avancé de la Flotte. À la seconde conférence de Québec, la date du débarquement sur Leyte a été fixée au 20 octobre, et les troupes prévues pour l'attaque de Yap sont allées rejoindre celles du général MacArthur. Fin septembre, le IIIe Corps Amphibie du vice-amiral Wilkinson (il avait été promu à ce grade en août), a été affecté en renfort à la VIIe Flotte, la “Marine de MacArthur”.
En congé en septembre 1944, le vice-amiral Turner, en tant que commandant des Forces Amphibies de la Ve Flotte (FIFTHPHIBFOR), va ensuite participer, sous les ordres de l'amiral Spruance à la planification des opérations qui vont suivre la reconquête des Philippines centrales menée par les forces du général MacArthur. En octobre, le débarquement sur Formose (opération Causeway) et sur la côte chinoise a été abandonné parce qu'il excédait la capacité de la Flotte du Pacifique, mais aussi parce que le général Stilwell, pour qui l'amiral King avait la plus grande estime, avait quitté ses fonctions de chef d'état-major de Tchang Kaï-chek. Iwo Jima et Okinawa sont dès lors devenus les objectifs assignés à la Ve Flotte, ce que l'amiral Spruance avait d'ailleurs proposé à l'amiral Nimitz, immédiatement après la conquête des Mariannes.

###### L'opération Detachement, devant Iwo Jima
Okinawa, à 550 km au sud de l'archipel japonais, était à portée des appareils basés au Japon, mais aussi à Formose, voire en Chine orientale. Il est en conséquence apparu qu'il fallait préalablement disposer de bases aériennes moins éloignées que les Mariannes, pour renforcer l'aviation embarquée dans la couverture aérienne de l'attaque d'Okinawa, et pouvoir accessoirement y baser des chasseurs susceptibles d'accompagner les B-29 Superfortresses dans leurs bombardements des villes japonaises. Ce fut l'opération Detachement contre Iwo Jima. Comme il fallait respecter un délai de six semaines entre le début de l'attaque de Luçon par les troupes du général MacArthur, et l'attaque d'Iwo Jima, pour permettre à l'aviation embarquée sur les porte-avions rapides de couvrir la première opération, en attendant la mise en service des aérodromes à construire au nord de Luçon , c'est début décembre que la date du débarquement sur Iwo Jima a été fixée au 19 février.
Les moyens engagés étaient du même ordre de grandeur que pour l'attaques des îles Mariannes, environ 500 navires et 75 000 hommes, principalement de trois divisions de marines (3e, 4e, et 5e Divisions) du Ve Corps Amphibie aux ordres du major général Harry Schmidt. Iwo Jima, qui avait une superficie de 21 km², et était défendue par environ 13 000 hommes , avait été truffée de fortifications, le plus souvent enterrées, et ceci pas seulement à proximité des plages. Le 26 janvier, l'amiral Spruance a remplacé l'amiral Halsey, à la tête des forces navales du Pacifique central, qui ont repris le nom de Ve Flotte, le vice-amiral Turner retrouvant le commandement de la Force Expéditionnaire Inter-armée (TF 51). Le vice-amiral Mitscher revenu à la tête de la Task Force des Porte-avions Rapides (TF 58) l'a conduite bombarder Honsho, pour la première fois depuis le raid sur Tokyo, près de trois ans auparavant. Les bombardements préparatoires ont été effectués d'abord par l'aviation des USAAF, décollant des îles Mariannes, l'aviation embarquée n'intervenant qu'au retour des attaques contre le Japon, et les bombardements de l'artillerie navale n'ont eu lieu principalement que dans les trois derniers jours avant l'attaque.

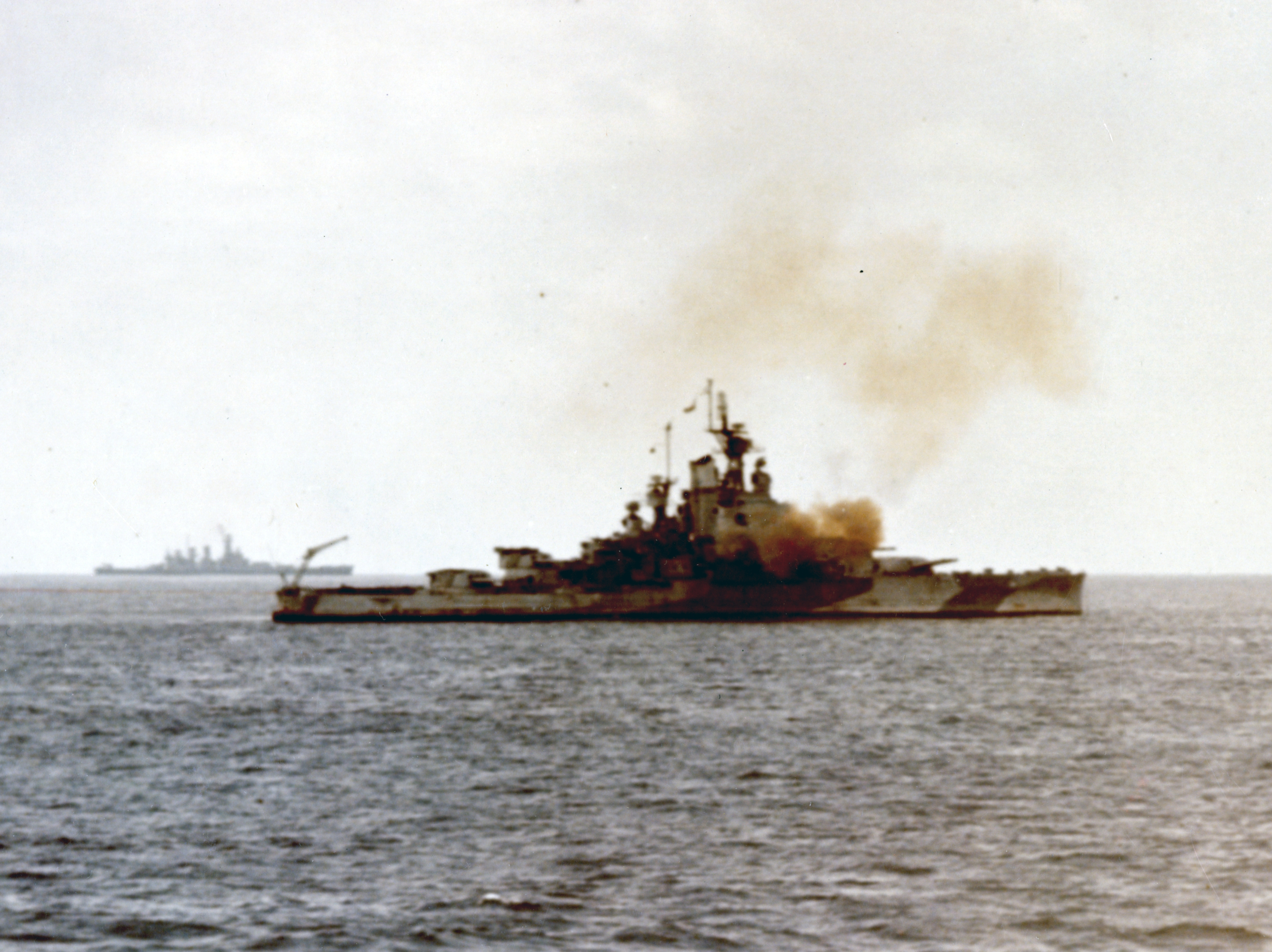
L', reconstruit, bombardant Iwo Jima, le 19 février 1945, avec, à l'arrière-plan, un cuirassé moderne de la

Les généraux commandant les marines avaient demandé que les bombardements préparatoires fussent plus importants et le vice-amiral Turner avait appuyé leur demande, mais les porte-avions rapides de la Ve Flotte opéraient contre le Japon, tandis que nombre de cuirassés anciens et de porte-avions d'escorte ont dû rester attachés à la VIIe Flotte, en soutien des forces du général MacArthur de sorte qu'il n'a pas été possible à l'amiral Spruance de leur donner satisfaction.

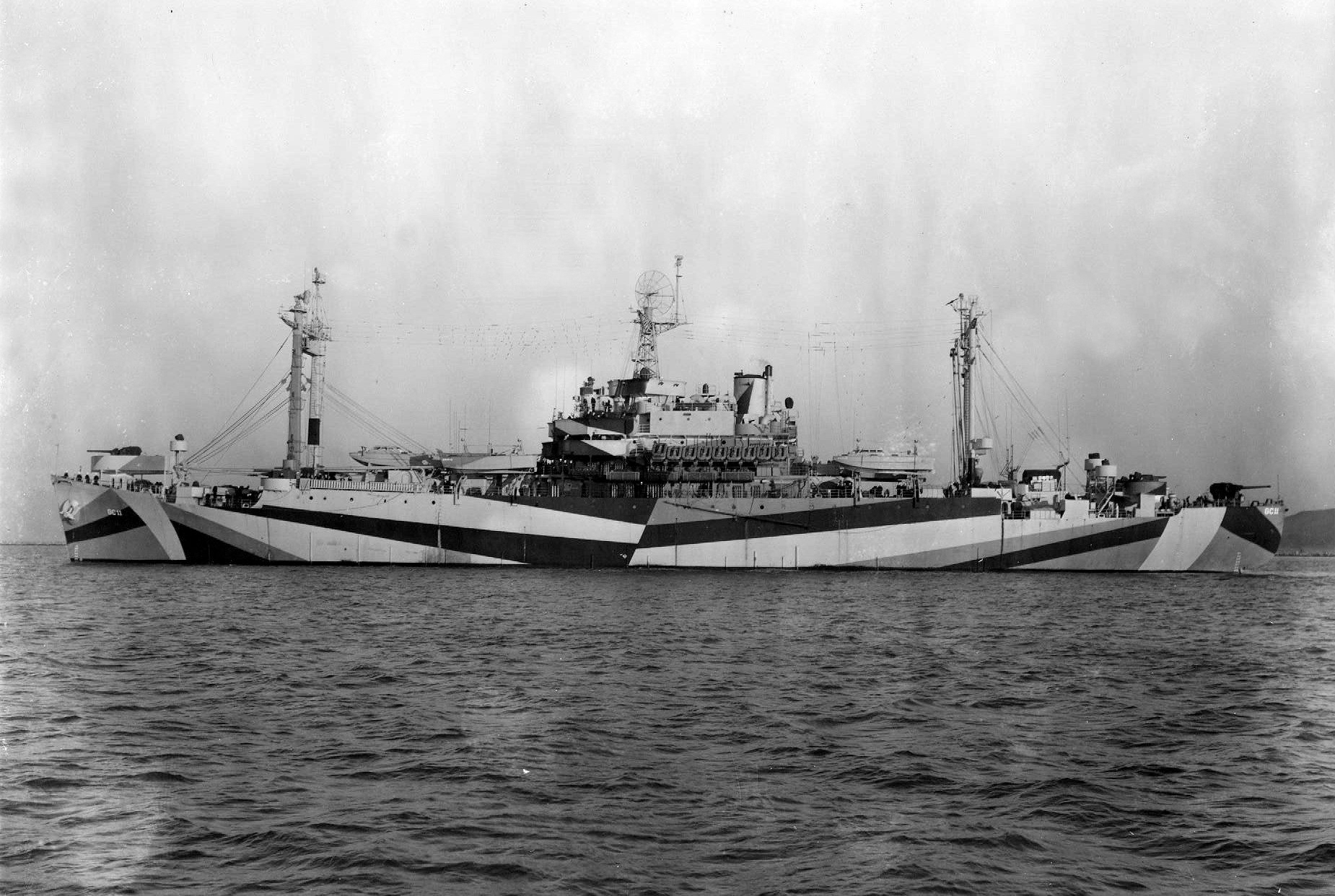
Le navire de commandement USS Eldorado a été le navire amiral du vice-amiral Turner lors des débarquements à Iwo Jima et à Okinawa

Le débarquement a eu lieu sur les plages du sud-ouest de l'île. Les attaques-suicides de l'aviation japonaise sont parvenues à couler le porte-avions d'escorte USS Bismarck Sea de la classe Casablanca et ont gravement endommagé l'USS Saratoga, le 21.
Le 23, les marines ont hissé le drapeau des États-Unis sur le Mont Suribachi, à l'extrémité sud de l'île. Les combats ont été particulièrement âpres. Le plus souvent, les Japonais se sont battus jusqu'à la mort, les pertes américaines ont été deux fois plus importantes que prévu, avec près de 7 000 tués et 20 000 blessés. Iwo Jima est la seule bataille où les pertes américaines ont été, en chiffres absolus, supérieures à celles de Japonais. L'importance de ces pertes a nourri le ressentiment des marines sur l'insuffisance des bombardements préparatoires. Deux réflexions conduisent cependant à relativiser cette critique. D'une part, « À Iwo, les Japonais se sont enterrés si profondément que tous les explosifs du monde auraient à peine permis de les atteindre », selon Robert Sherrod, d'autre part, le fait que les pertes subies le jour J ont été plus légères que celles subies en moyenne pendant les sept jours suivants témoigne de l'efficacité des bombardements effectués avant le jour J et le jour J lui-même.
L'île a été considérée comme sécurisée le 16 mars, mais dès le 9 mars, le vice-amiral Turner avait passé la main à son adjoint à la tête de la TF 51, le contre-amiral Hill, et avait rejoint Guam, pour préparer l'attaque contre Okinawa.

###### L'opération Iceberg, devant Okinawa
L'abandon de l'attaque sur Formose, dans le courant de 1944, laissait non satisfait le besoin d'une base avancée pour un débarquement sur l'archipel japonais. Conjointement avec une attaque sur Okinawa, des solutions alternatives ont été examinées, contre Hokkaido, la plus au nord des grandes îles de l'archipel japonais, ou sur la côte de Chine orientale (opération Long Tom), au sud du delta du Yang tse, sans qu'il y soit donné suite.
L'attaque des îles Ryukyu (opération Iceberg) a présenté des caractéristiques particulières, sensiblement différentes de l'attaque d'Iwo Jima. La cible principale, l'île d'Okinawa a une superficie de 1 200 km², contre 115 km² pour Saipan, et 540 km² pour Guam. Le renseignement militaire américain a estimé en octobre 1944 le nombre de ses défenseurs japonais à 48 600 hommes et l'a réévalué en mars 1945 à 65 000 hommes. Ce ne fut donc pas un, mais deux corps d'armée qui ont participé à la plus importante opération amphibie de la guerre dans le Pacifique central, avec, en première ligne, le IIIe Corps Amphibie (1re et 6e Divisions de marines), aux ordres du major général (USMC) Geiger et le XXIVe Corps de l'Armée (7e et 96e Divisions) aux ordres du major général Hodge, l'ensemble constituant la Xe Armée, sous le commandement du lieutenant général Buckner. C'était la première fois que le commandant des troupes débarquées n'était pas le lieutenant général Holland Smith, avec lequel le vice-amiral Turner, malgré des affrontements bruyants, avait l'habitude de faire équipe.

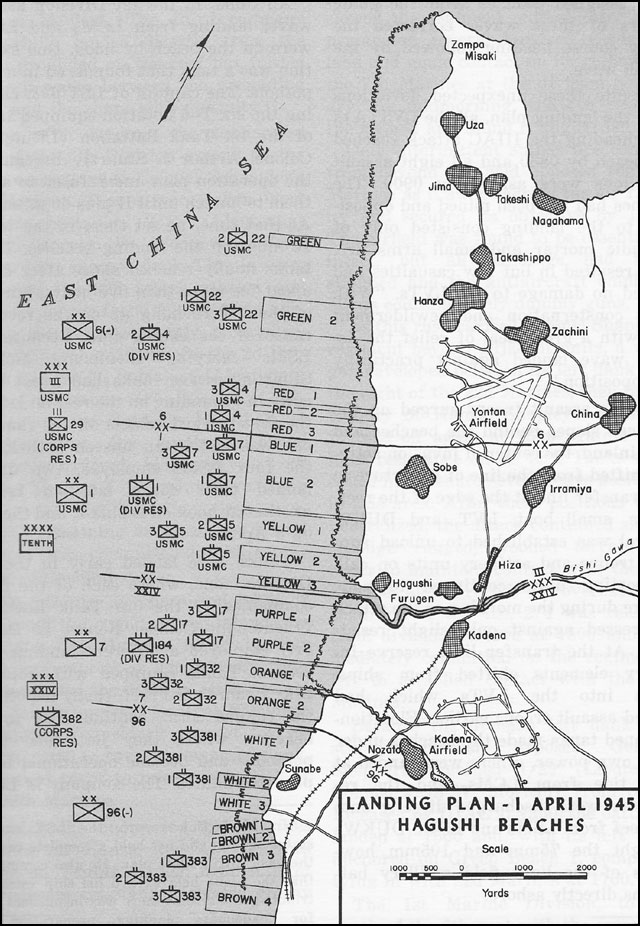
Le débarquement sur les plages d'Hagushi, le 1 avril 1945.

Les bombardements préparatoires de l'aviation embarquées ont commencé vers la mi-mars, sur les aérodromes de Kyūshū. Mais l'aviation navale japonaise basée à terre a rendu coup pour coup, le porte-avions d'escadre USS Franklin, en particulier, a été le 19 mars très gravement endommagé. Le débarquement a été fixé au 1er avril, soit six semaines après le débarquement sur Iwo Jima. Six jours avant la date du débarquement principal, l'archipel de Kerama a été occupé par les forces américaines, à une vingtaine de nautiques à l'ouest du sud d'Okinawa. Le vice-amiral Turner considérait que s'y trouvaient des mouillages abrités des vents d'ouest qui parfois en avril soufflaient en rafales.

Vue d'ensemble des opérations de la bataille d'Okinawa

Le débarquement a eu lieu sur les plages du sud-ouest de l'île dans le secteur d'Hagushi (en), les seules permettant la mise à terre simultanée des deux corps d'armées de la Xe Armée. Les Japonais ont opposé peu de résistance au débarquement sur les plages. Les marines du IIIe Corps Amphibie ont atteint dès le 3 avril, l'isthme d'Ishikawa, et le XXIVe Corps a atteint la côte est le lendemain. Le temps s'est alors gâté, le vent contrariant le débarquement des moyens logistiques, dont l'aviation japonaise, et en particulier les kamikaze, ont fait leur cible principale, avec un assaut massif dès le 6. Le 7, une opération-suicide des dernières forces navales de surface japonaises encore opérationnelles a été repoussée, par l'aviation embarquée des porte-avions rapides.
Pendant toute la bataille d'Okinawa, l'aviation japonaise a été extrêmement active, en matière d'attaques-suicides, mais pour contrer la chasse américaine qui s'efforçait de les repousser, les Japonais ont concentré une part importante de leurs forces sur les destroyers déployés en piquets radar, qui ont particulièrement souffert, soulageant d'autant les navires de débarquement. Au total, 368 navires ont été endommagés, et 36 coulés, dont quinze navires de débarquement et douze destroyers.
Le lieutenant général Buckner a résolu de réduire d'abord la résistance japonaise dans la partie nord de l'île, moins habitée et plus montagneuse, et le 13 avril, l'extrémité nord de l'île était atteinte. Mais il a fallu ensuite, à la fin avril, entreprendre de réduire la résistance japonaise au sud de l'isthme d'Ishikawa. Cependant, dès le début avril, l'amiral de la Flotte Nimitz a obtenu l'accord de l'amiral de la Flotte King pour que l'amiral Spruance commande les forces navales et le vice-amiral Turner les forces amphibies à l'attaque de Kyūshū (opération Olympic), prévue en novembre. Aussi dès le 1er mai, le vice-amiral Hill a été appelé à remplacer l'amiral Turner. Ceci a pris effet le 17 mai, lorsque le lieutenant général Buckner a reçu la responsabilité de la défense des positions occupées à terre, le nouveau commandant de la TF 51 assurant le commandement de l'appui aérien et des forces navales.
Promu amiral, avec effet au 24 avril 1945, l'amiral Turner , en tant que commandant des Forces Amphibies de la Flotte du Pacifique (COMPHIBSPAC) a participé, à partir de la fin mai 1945, aux préparatifs du débarquement sur les îles principales de l'archipel japonais, qui devait rassembler un nombre de navires de débarquement supérieur au double de celui du débarquement sur Okinawa, aux ordres du général de l'Armée MacArthur, alors même que les grands chefs de l'U.S. Navy ne considéraient pas ces opérations comme pertinentes, estimant qu'un blocus naval suffirait à conduire le Japon à la reddition. Les bombardements atomiques d'Hiroshima et Nagasaki et la capitulation japonaise qui s'est ensuivie, ont mis un terme à ce travail de planification.
Après avoir assisté à la cérémonie de reddition des forces japonaises, l'amiral Turner est allé dans Tokyo, avant même que les forces américaines y aient pris position, se recueillir au mémorial de l'amiral Tōgō, où il s'était rendu en 1939, alors qu'il commandait l'USS Astoria .

### Après la guerre

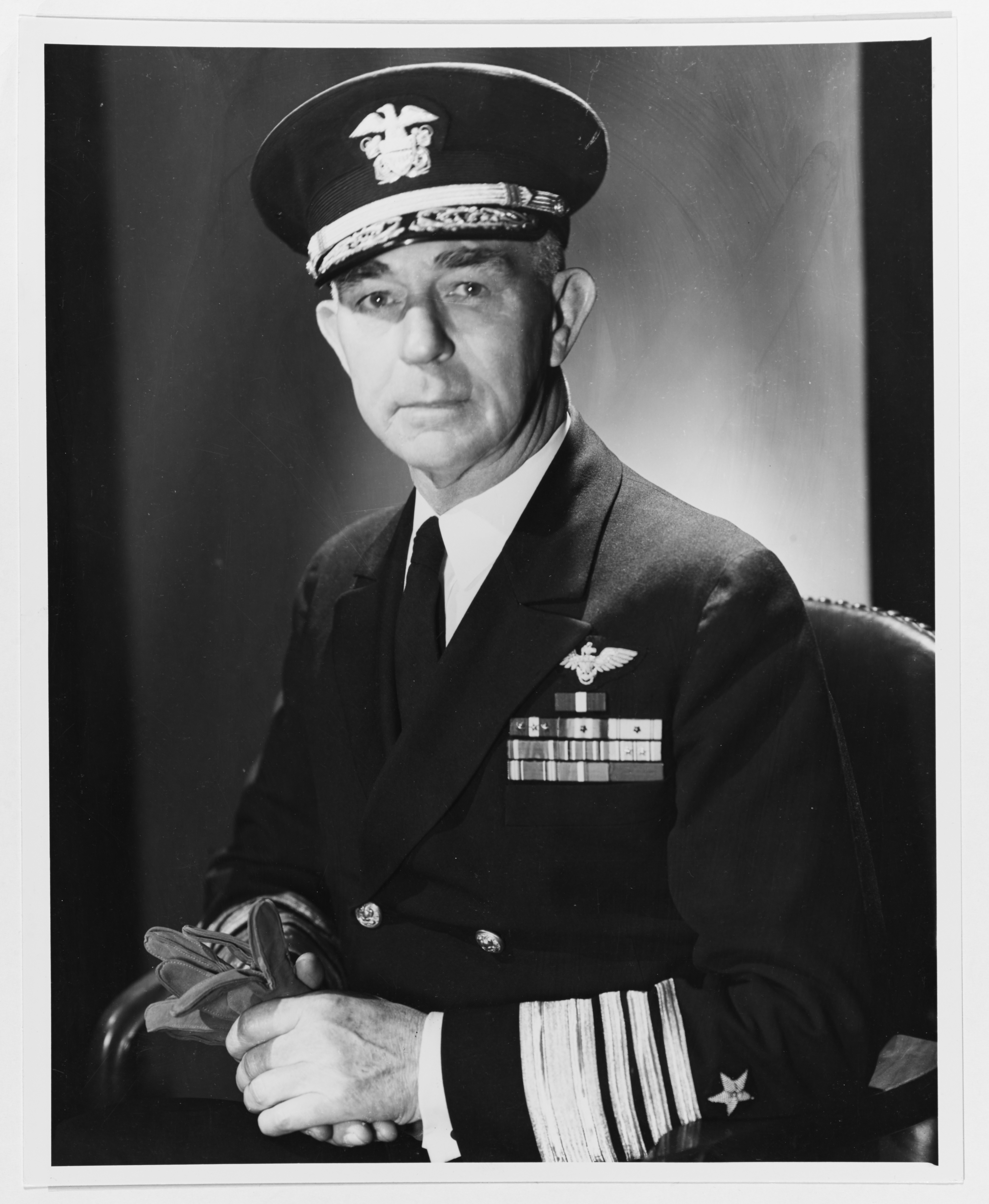
Richmond K. Turner, en uniforme d'amiral

L'amiral Turner a quitté le commandement des Forces Amphibies de la Flotte du Pacifique en octobre 1945. Il a été administrativement rattaché au General Board, le temps d'être auditionné par la commission du Congrès qui a enquêté sur l'attaque de Pearl Harbor. Le poste qu'il convoitait de directeur de l'École de Guerre Navale (Naval War College) devant échoir à l'amiral Spruance, il a été nommé représentant de la Marine des États-Unis au Comité militaire du Conseil de Sécurité des Nations-Unies. Après un an de négociations ardues et le plus souvent infructueuses avec les représentants de l'Union Soviétique, l'amiral Turner, atteint par l'abaissement de la limite d'âge de 64 à 62 ans, a quitté le service actif le 1er juillet 1947, et s'est retiré à Monterey (Californie).
Il y décède en 1961 d'une attaque cardiaque.
Il est enterré au Cimetière National de Golden Gate à San Bruno en Californie, aux côtés de sa femme (Harriet "Hattie" Sterling). Ses amis et compagnons d'armes seront enterrés à proximité, l'amiral de la Flotte Chester Nimitz, le vice-amiral Charles A. Lockwood, l'amiral Raymond A. Spruance, selon un arrangement pris de leur vivant.
La frégate lance missile USS Richmond K. Turner a été nommée en son honneur en 1963. Entré en service dans l'U.S. Navy en 1964, reclassé croiseur (CG-20) en 1975, ce bâtiment est resté en service jusqu'en 1995.

## Principales décorations
|                                   | Navy Cross                                                                     |
| Gold star · Gold star · Gold star | Navy Distinguished Service Medal avec trois étoiles d'or pour quatre citations |
| Gold star                         | Army Distinguished Service Medal                                               |
|                                   | Navy Commendation Ribbon                                                       |
|                                   | Médaille de la Victoire de la Seconde Guerre Mondiale                          |
|                                   | Médaille de la Libération des Philippines                                      |
|                                   | Chevalier de l'Ordre du Bain (Royaume-Uni)                                     |